# Oecetis arcada
Oecetis arcada là một loài Trichoptera trong họ Leptoceridae. Chúng phân bố ở miền Australasia.